# Oliver Bratzke
Oliver Bratzke (* 1973) ist ein deutscher Handballtrainer und ehemaliger Spieler.

## Karriere
Der Linksaußen Bratzke begann seine Karriere beim TuS 05 Dortmund-Wellinghofen und wechselte später zum OSC Dortmund, wo er noch als A-Jugendlicher seine ersten Einsätze in der 2. Bundesliga hatte. Daraufhin wechselte er zu TUSEM Essen in die Bundesliga, wo er drei Jahre lang spielte. Dort stand er allerdings immer im Schatten des Nationalspielers Jochen Fraatz. Mit den Essenern gewann Bratzke den Euro-City-Cup 1994. Über den Regionalligisten Spvg Versmold wechselte er zum Zweitligisten TSG Herdecke. Nach fünf Jahren in Herdecke spielte Bratzke noch in der Regional- und Oberliga für die SG Schalksmühle-Halver, bevor er Anfang der 2010er Jahre seine Karriere beim OSC Dortmund ausklingen ließ.
Später war er als Trainer bei der HSG Herdecke/Ende und der HSG Hattingen-Sprockhövel aktiv. Oliver Bratzke arbeitet hauptberuflich als Industriekaufmann.